# جورج براشاو
جورج براشاو (بالإنجليزية: George Bradshaw)‏ هو لاعب كرة قاعدة أمريكي، ولد في 12 سبتمبر 1924 في ساليسبري في الولايات المتحدة، وتوفي في 4 نوفمبر 1994 في هينديرسونفيل في الولايات المتحدة.

## وصلات خارجية
- جورج براشاو على موقعبيزبول رفرنس.كوم (الدوري الرئيسي) (الإنجليزية)